# تقدير الذات
تقدير الذات هو تقييم الفرد لنفسه وشعوره بالاحترام والقيمة والكفاءة. يشمل تقدير الذات قناعات الشخص حول نفسه (على سبيل المثال «أنا كفؤ» أو «أنا ذو قيمة») بالإضافة إلى الحالات الشعورية مثل الانتصار واليأس والفخر والخجل. عرّف سميث وماكي (2007) تقدير الذات بأنه «المفهوم الذاتي هو ما نعتقده عن أنفسنا. تقدير الذات هو التقييم الإيجابي أو السلبي للذات وكيف نشعر حيالها.»:107
تقدير الذات جذاب كبناء نفسي اجتماعي لأن الباحثين تصوروه كمحدد مؤثر لبعض المخرجات مثل الإنجازات الأكاديمية  والسعادة  والرضا في الزواج والعلاقات  والتصرف الإجرامي. يمكن أن ينطبق تقدير الذات خاصة في بعض الأبعاد (على سبيل المثال «أنا أعتقد أنني كاتب جيد وأشعر بالسعادة حيال ذلك») أو بشكل عالمي (على سبيل المثال «أنا أعتقد أنني شخص سيء وأشعر بالسوء حيال ذلك بشكل عام»). عادة ما يعتبر علماء النفس تقدير الذات سمة شخصية مستمرة.

## التاريخ
يعتقد أن بداية اعتبار تقدير الذات كبناء نفسي مستقل كانت في أعمال الفيلسوف وعالم النفس والجيولوجي وعالم الإنسانيات وليام جيمس (1892). حدد جيمز عدة أبعاد للذات، بمستويين من التسلسل الهرمي: عمليات المعرفة (يطلق عليها الأنا الذاتية) والمعرفة الناتجة عن الذات (يطلق عليها الأنا الشخصية). الملاحظات حول الشخصية وتخزين هذه الملاحظات بواسطة الأنا الذاتية يؤدي إلى ثلاثة أنواع من المعرفة والتي مجملا تؤدي إلى الأنا الشخصية طبقا لويليام جيمز. الأنواع الثلاثة هي الذات المادية والذات الاجتماعية والذات الروحية. تقترب الذات الاجتماعية كأقرب ما يكون من تقدير الذات حيث تشمل كل الصفات التي يلحظها الآخرون. بينما تشمل الذات المادية الجسد والممتلكات وتشمل الذات الروحية التمثيلات الوصفية والتصرفات التقييمية بخصوص الذات. فكرة اعتبار تقدير الذات كمجموع سلوكيات الفرد تجاه ذاته ما زالت موجودة حتى اليوم.

## النظريات
اقترحت العديد من النظريات المبكرة أن تقدير الذات هي دافع أو حاجة بشرية أساسية. عالم النفس الأمريكي أبراهام ماسلو شمل تقدير الذات في تسلسل ماسلو الهرمي للاحتياجات. شرح ماسلو نوعين مختلفين من «التقدير»: الحاجة لاحترام الآخرين في صورة تقدير الآخرين والنجاح والإعجاب، والحاجة لاحترام الذات في صورة حب النفس والثقة في النفس والمهارة والأهلية. كان يُعتقد أن احترام الآخرين أكثر ضعفا ويسهل فقده عن الاحترام الداخلي. طبقا لماسلو بدون إشباع الحاجة لتقدير الذات، سيتجه الأفراد إلى البحث عنه بدون القدرة على النمو واحترام الذات. يؤكد ماسلو أيضا على أن التعبير الأكثر صحية عن تقدير الذات هو النوع الذي يظهر في الاحترام الذي نستحقه من الآخرين أكثر من الشهرة والإطراء. تستكشف النظريات الحديثة عن تقدير الذات أسباب كون البشر لديهم دوافع للحفاظ على التقدير الخاص بهم. طبقا لنظرية التحكم في الرعب، فإن تقدير الذات يعمل كوسيلة وقائية ويقلل من القلق حول الحياة والموت.
تقدير الذات مهم لأنه يرينا رأينا فيما نحن عليه ومعنى قيمتنا الشخصية. ولذا فإنه يؤثر على ما نحن عليه كما يؤثر على علاقتنا بالآخرين.
وضع كارل روجرز (1902-1987) -وهو مؤيد لعلم النفس الإنساني- نظرية أن أصل معظم مشاكل الناس هو أنهم يحتقرون أنفسهم ويعتبرون أنفسهم غير جديرين وغير مستحقين للحب. هذا هو سبب إيمان روجرز بأهمية إعطاء القبول الغير مشروط للعملاء وأنه عندما يحدث ذلك سيتحسن تقدير العمل لذاته. في جلساته العلاجية مع عملائه كان يقدم تقديرات إيجابة أيا كان. بالفعل أصبح مفهوم تقدير الذات في علم النفس الإنساني حقا غير قابل للمصادرة لكل شخص والذي يتلخص في عبارة:
| تقدير الذات | كل إنسان بدون استثناء ولمجرد حقيقة كونه كذلك هو شخص جدير بالاحترام غير المشروط من الجميع، كما يستحق أن يقدر ذاته وأن يقدره الآخرون. | تقدير الذات |

## مكونات تقدير الذات
هناك شبه اتفاق على أن تقدير الذات الصحي healthy Self Esteem أو التقدير الذاتي المنشود يتكون من مكونين أساسين:
(1) الشعور بالقيمة: فيشعر الشخص بأن له أهميته وقيمته ومكانته بين من ينتمي إليهم وينشأ في الأساس من احترام الوالدين لابنهم في فترة التنشئة
(2) الشعور بالكفاءة: هو اعتقاد الشخص بأنه  يستطيع القيام بالمهام والأعمال وينجزها على الوجه المطلوب.

## الأنواع

### تقدير الذات المرتفع

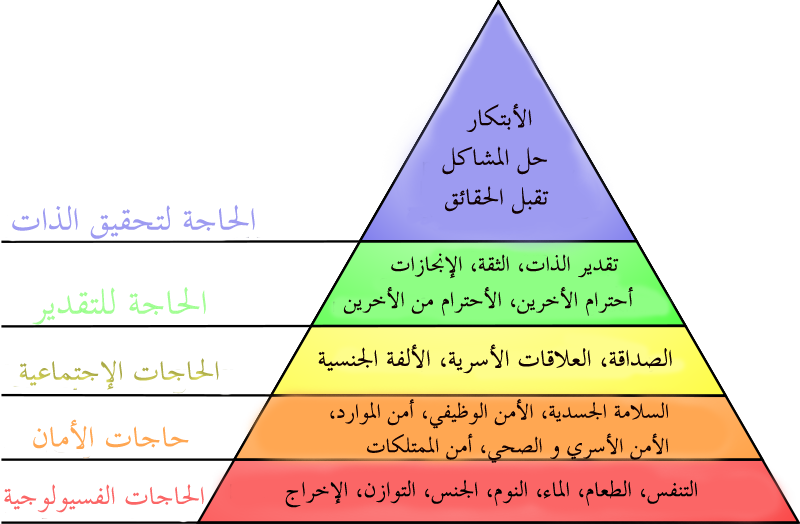
هرم ماسلو للاحتياجات البشرية

غالبا ما يتصف الناس أصحاب تقدير الذات المرتفع بما يلي:
- يؤمنون بحزم ببعض المبادئ والقيم ومستعدون للدفاع عنهم حتى إذا واجهوا معارضة ولا يشعرون بأي مشكلة في تعديلهم في ضوء الخبرات.[14]
- قادرون على التصرف بما يرون أنه الخيار الأفضل ويثقون في حكمهم ولا يشعرون بالذنب عندما لا يعجب اختيارهم الآخرين.[14]
- لا يقضون الكثير من الوقت قلقين حول ما حدث في الماضي أو حول ما قد يحدث في المستقبل، حيث أنهم يتعلمون من الماضي ويخططون للمستقبل لكنهم يعيشون في الحاضر بقوة.[14]
- يثقون بشكل كامل في قدرتهم على حل المشاكل ولا يترددون بعد الفشل أو الصعوبات، ويطلبون المساعدة من الآخرين عندما يحتاجونها.[14]
- يعتبرون أنفسهم مساوين في الكرامة للآخرين فلا هم أقل ولا أعلى منزلة من الآخرين، على الرغم من قبولهم الاختلافات في المهارة والإرث الشخصي والمقدرة المالية.[14]
- يفهمون كم هم أشخاص مهمون وذوو قيمة بالنسبة للآخرين على الأقل بالنسبة لأصدقائهم.[14]
- يقاومون محاولة التلاعب النفسي بهم ويشتركون مع الآخرين فقط إذا بدا الأمر ملائما ومريحا.[14]
- يقبلون الأحاسيس الداخلية المختلفة والدوافع سواء إيجابية أو سلبية ويظهرون هذه الدوافع للآخرين فقط عندما يختارون فعل ذلك.[14]
- يستطيعون الاستمتاع بنشاطات مختلفة.[17]

### تقدير الذات المنخفض
قد تؤدي عدة عوامل إلى تقدير ذات منخفض بما في ذلك العوامل الجينية أو الشكل الخارجي أو الوزن أو المشاكل الصحية العقلية أو المستوى الاجتماعي أو الخبرات العاطفية أو ضغط الأقران أو التنمر.
غالبا ما يتصف الأشخاص أصحاب تقدير الذات المنخفض بما يلي:
- انتقاد الذات الشديد وانعدام الرضا.[14]
- الحساسية المفرطة للانتقاد وكراهية المنتقدين واعتبارهم مهاجمين.[14]
- عدم القدرة المزمنة على الاختيار والخوف المبالغ فيه من الخطأ.[14]
- الرغبة الزائدة في إسعاد أي ملتمس لها.[14]
- البحث عن الكمال والذي قد يؤدي للشعور بالإحباط عندما عدم تحقيقها.[14]
- الذنب العصبي أو المبالغة في حجم الأخطاء في الماضي.[14]
- الكراهية والدفاعية العامة بدون أي سبب واضح.[14]
- التشاؤم والمظهر السلبي العام.[14]
- الحقد والبغض العام.[17]

يميل الأشخاص أصحاب تقدير الذات المنخفض إلى انتقاد أنفسهم بشكل زائد. لذا يعتمد البعض منهم على مديح الآخرين في تقييم نفسه بينما يقيس الآخرون قيمته في صورة نجاحه حيث يرون أن الآخرين سيتقبلون أنفسهم إذا نجحوا لكنهم لن يتقبلوها إذا فشلوا.

## الأهمية
يرى ي أبراهام ماسلو أن الصحة النفسية غير ممكنة إلا إذا قبل الآخرون الصميم الأساسي للفرد، وأحبوه واحترموه لذاته أو لذاتها. يسمح تقدير الذات للناس بمواجهة الحياة بثقة أكبر وإحسان أكبر وتفاؤل أعلى، وبالتالي يصلون إلى أهدافهم والتحقيق الذاتي بسهولة.
قد يجعل تقدير الذات الناس مقتنعين بأنهم يستحقون السعادة. فهم هذا الأمر هو شيء أساسي ومفيد عالميا، إذ أن تطور تقدير الذات الإيجابي يزيد من القدرة على معاملة الآخرين باحترام وإحسان وألفة، مما يؤدي إلى تفاعلات غنية في العلاقات بين الأفراد كما يؤدي إلى تجنب العلاقات التدميرية. بالنسبة إلى إريك فروم، فإن حب الآخرين لنا وحبنا لأنفسنا ليسا بديلين. على العكس من ذلك، فإن سلوك الحب تجاه النفس هي سمة نجدها في كل من هم قادرين على حب الآخرين. يسمح تقدير الذات لنا بالابتكار في مكان العمل، وهو حالة حرجة في وظائف التعليم خاصة.
يدعي جوزيه فنسنت بونيه أن أهمية تقدير الذات واضحة إذ أن انعدام تقدير الذات ليس فقدان التقدير من الآخرين، وإنما رفض للذات. يدعي مونيه أيضا أن هذا يتوازى مع متلازمة الاضطراب الاكتئابي. ادعى سيغموند فرويد أيضا أن المكتئب يعاني من «انحسار هائل في تقديره لذاته، وإفقار في الأنا الخاصة به على المقياس الكبير... لقد فقد احترامه لذاته».
اعتبرت مبادئ يوغياكارتا (وثيقة عن القانون الدولي لحقوق الإنسان) أن السلوكيات العنصرية والتمييزية ضد مجتمع إل جي بي تي والتي تجعل تقديرهم لذواتهم منخفضا، اعتبرتها انتهاكا لحقوق الإنسان بما في ذلك الاتجار بالبشر، كما توصي منظمة الصحة العالمية في ورقة «منع الانتحار» التي نُشرت عام 2000 أن تقوية تقدير الذات للطلاب هو أمر هام لحماية الأطفال والمراهقين ضد الاضطرابات العقلية واليأس، مما يسمح لهم بالتغلب على الصعاب ومواقف الحياة الشاقة. إلا أنه لا يزال غامضا كيف يمكننا فعل ذلك وما إذا كان ذلك فعالا.
بالإضافة إلى السعادة المرتفعة، فإن تقدير الذات المرتفع مرتبط أيضا مع القدرة الأفضل على التغلب على الضغوط والاحتمالية الأكبر في أن يتعامل الفرد بصورة أفضل مع المهام الصعبة بالنسبة لمن يمتلكون تقدير ذات منخفض.

### العوامل المؤثرة في تقدير الذات
- البيئة الأسرية (الوالدين) فالصغار يرون أنفسهم من خلال رؤية والديهم لهم ويأخذونها معهم إلى الكبر.

- البراعة في أداء المهام والإنجازات.

- تقييمات وآراء الآخرين.

- التطلعات الشخصية.

- المظهر.

- الأفكار الذاتية.

- الإنجاز الأكاديمي.

قال ماكسويل مالتز:
“سوف تنعكس فكرتك عن ذاتك على سلوكياتك، فببساطة لا يمكنك أن تسلك سلوكاً مخالفاً لهذه الفكرة، حتى إذا استخدمت جميع ما لديك من قوة الإرادة”.

## بناء تقدير الذات
العديد من الباحثين والمختصين في تقدير الذات وعلم نفس تقدير الذات أثبتوا بالدراسات الميدانية والتجارب التربوية بأن تقدير الذات ينمو ويرتفع عند ممارسة بعض التطبيقات السلوكية والمفاهيم والأفكار الإيجابية.
وسأسرد بعض المختصين وأساليبهم في بناء التقدير الذاتي:
روبرت ريزونر Robert Reasoner أحد التربويين المتخصصين في تقدير الذات يرى بأن هذه العناصر هي أساس لتكوين تقدير الذات «العناصر المكونة لتقدير الذات» وهي:
الشعور بالهدف - الشعور بالأمان - الشعور بالانتماء - الكفاية الشخصية - الشعور بالهوية الذاتية.
ناثانيال براندن Nathaniel Branden أحد أشهر علماء النفس وأحد مؤسسي علم نفس تقدير الذات يرى بأن هذه الدعائم هي أساس لتكوين تقدير الذات «الدعائم الست لتقدير الذات» وهي:
العيش بوعي - تقبل الذات - المسؤولية الذاتية - توكيد الذات - العيش لهدف - السلامة الشخصية 

## علم الأعصاب
في بحث من 2014 قام به كل من روبرت تشافيز وتود هيذرتون، وجدا أن تقدير الذات مرتبط بالاتصالية في المسار الجبهي المخطط. يربط المسار الجبهي المخطط بين القشرة الأمام جبهية (والتي تتعامل مع معرفة الذات)، وبين الجسم المخطط (والذي يتعامل مع مشاعر الدافع ونظام المكافأة في الدماغ). المسارات التشريحية الأقوى مرتبطة بتقدير الذات الأعلى طويل المدى، بينما الاتصالية الوظيفية الأقوى مرتبطة بتقدير الذات الأعلى قصير المدى.